# Лулу, Анолин
Анолин Лулу (англ. Anolyn Lulu; род. 3 января 1979, Маэво, Пенама) — спортсменка из Вануату, участник Олимпийских игр 2012 года.
На Церемонии открытия летних Олимпийских игр 2012 была знаменосцем команды Вануату.

## Карьера
На Олимпийских играх в Лондоне Анолин выступила в женском одиночном разряде. На предварительном этапе она уступила бразильянке Лигие Силве (11-5, 11-9, 11-2, 11-3) и не прошла дальше.